# Jürgen Hasler
Jürgen Hasler (Grabs, 7 maggio 1973) è un ex sciatore alpino liechtensteinese.

## Biografia
Specialista delle prove veloci originario di Triesen, Hasler debuttò in campo internazionale in occasione dei Mondiali juniores di Geilo/Hamsedal 1991; l'anno dopo vinse la medaglia di bronzo nel supergigante ai Mondiali juniores di Maribor 1992 e ottenne il primo piazzamento in Coppa del Mondo, l'11 dicembre in Val Gardena in discesa libera (60º). Ai XVII Giochi olimpici invernali di Lillehammer 1994, sua prima presenza olimpica, si classificò 29º nella discesa libera e non completò il supergigante.
Il 9 dicembre 1995 ottenne a Val-d'Isère in discesa libera il suo miglior piazzamento in Coppa del Mondo (9º) e ai successivi Mondiali di Sierra Nevada 1996, sua prima presenza iridata, fu 38º nella discesa libera e non completò il supergigante; l'anno dopo ai Mondiali di Sestriere 1997 si classificò 24º nella discesa libera e 27º nel supergigante, mentre ai XVIII Giochi olimpici invernali di Nagano 1998 si piazzò 26º nel supergigante, 9º nella combinata e non completò la discesa libera.
Ai Mondiali di Sankt Anton am Arlberg 2001, sua ultima presenza iridata, non completò né la discesa libera né il supergigante; l'anno dopo ai XIX Giochi olimpici invernali di Salt Lake City 2002, sua ultima presenza olimpica, si classificò 26º nella discesa libera e non completò il supergigante. Prese per l'ultima volta il via in Coppa del Mondo il 3 marzo 2002 a Kvitfjell in supergigante (39º) e si ritirò al termine di quella stessa stagione 2001-2002; la sua ultima gara fu lo slalom gigante dei Campionati liechtensteinesi 2002, disputato il 17 marzo a Malbun e non portato a termine da Hasler.

## Palmarès

### Mondiali juniores
- 1 medaglia:
  - 1 bronzo (supergigante a Maribor 1992)

### Coppa del Mondo
- Miglior piazzamento in classifica generale: 91º nel 1996

### South American Cup
- 2 podi (dati dalla stagione 1994-1995):
  - 1 vittoria
  - 1 terzo posto

#### South American Cup - vittorie
| Data           | Località               | Paese | Specialità |
| -------------- | ---------------------- | ----- | ---------- |
| 26 agosto 1995 | El Colorado/Farellones | Cile  | SG         |

Legenda:

SG = supergigante

### Campionati liechtensteinesi
- 2 medaglie (dati dalla stagione 1994-1995):
  - 1 argento (slalom speciale nel 1998)
  - 1 bronzo (slalom gigante nel 1999)